# 伏龙镇 (岳池县)
伏龙镇，原为伏龙乡，是中华人民共和国四川省广安市岳池县下辖的一个乡镇级行政单位。2019年12月，撤乡设镇。

## 行政区划
伏龙镇下辖以下地区：
腾龙社区、打鱼滩村、田家坝村、茶子沟村、水口庙村、走马岭村、郑家坝村、碑梁子村、天苍坪村、龙堂庙村、关家嘴村、李家嘴村、任家坪村、大界溪村、岩湾村、沈家沟村、白杨湾村、龙堂沟村、何家沟村、一碗水村、半边岩村、三夹沟村、芝阳寨村、青鸟石村、吞口坝村、石狮子村、谭家院村和蔡家沟村。